# 梁田郡
- 令制国一覧 > 東山道 > 下野国 > 梁田郡
- 日本 > 関東地方 > 栃木県 > 梁田郡

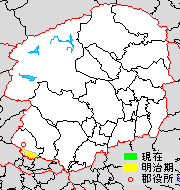
栃木県梁田郡の範囲

梁田郡（やなだぐん）は、栃木県（下野国）にあった郡。

## 郡域
1878年（明治11年）に行政区画として発足した当時の郡域は、現在の行政区画では概ね以下の区域に相当する。
- 足利市（荒金町、藤本町、新宿町、里矢場町、南大町を除く渡良瀬川以南）

## 歴史

### 近代以降の沿革
- 「旧高旧領取調帳」に記載されている明治初年時点での支配は以下の通り。幕府領は真岡代官所が管轄。●は村内に寺社領が存在。（29村）

| 知行         | 知行                       | 村数 | 村名 |
| ------------ | -------------------------- | ---- | --- |
| 幕府領       | 旗本領                     | 18村 | 野田村、茂木村、高松村、久保田村、梁田村、塩島村、南猿田村、羽刈村、島田村、堀込村、南友之郷、北友之郷、中里村、和泉村、八木宿村、上渋垂村、●八幡村、借宿村 |
| 藩領         | 美濃高富藩                 | 4村  | 荒萩村、小生川村、県村、百頭村 |
| 幕府領・藩領 | 旗本領・下野足利藩・高富藩 | 2村  | 小曽根村、田中村 |
| 幕府領・藩領 | 旗本領・足利藩             | 1村  | 加子村 |
| 幕府領・藩領 | 旗本領・下総古河藩         | 3村  | 下渋垂村、神明村、朝倉村 |
| 幕府領・藩領 | 旗本領・土佐高知新田藩     | 1村  | 日向村 |

- 明治初年 - 領地替えにより田中村を除く全域が上野館林藩領となる。また、田中村の旗本領が足利藩領となる。
- 1871年（明治4年）
  - 7月14日（1871年8月29日） - 廃藩置県により藩領が館林県、足利県、高富県の管轄となる。
  - 10月28日（1871年12月10日） - 第1次府県統合により群馬県（第1次）が発足。館林県の管轄地域を管轄。
  - 11月14日（1871年12月25日） - 第1次府県統合により全域が栃木県の管轄となる。
- 1874年（明治7年）（1町20村）
  - 日向村・荒萩村が合併して瑞穂野村となる。
  - 県村・百頭村が合併して高富村となる。
  - 南友之郷・北友之郷・中里村・和泉村・八木宿村が合併して福居町となる。
  - 茂木村が野田村に、加子村が久保田村にそれぞれ編入。
- 1875年（明治8年） - 塩島村・小生川村・南猿田村・神明村が合併して福富村となる。（1町17村）
- 1878年（明治11年）11月8日 - 郡区町村編制法の栃木県での施行により、行政区画としての梁田郡が発足。足利郡足利町に「足利梁田郡役所」が設置され、足利郡とともに管轄。

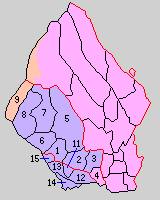
11.梁田村 12.久野村 13.御厨村 14.筑波村 15.山辺村 （紫：足利市。1 - 9は足利郡）

- 1889年（明治22年）4月1日 - 町村制の施行により、以下の町村が発足。全域が現足利市。（5村）
  - 梁田村 ← 梁田村、福富村、下渋垂村
  - 久野村 ← 久保田村、野田村、瑞穂野村
  - 御厨村 ← 福居町、島田村、上渋垂村、高富村の一部（旧百頭村）
  - 筑波村 ← 羽刈村、小曽根村、高松村、高富村の一部（旧県村）
  - 山辺村 ← 堀込村、借宿村、田中村、朝倉村、八幡村
- 1896年（明治29年）4月1日 - 足利郡・梁田郡の区域をもって、改めて足利郡を設置。同日梁田郡廃止。